# میخائیل راسپوتین
میخائیل نیکولایْونا راسپوتین (به انگلیسی: Mikhail Rasputin) یک شخصیت خیالی شرور بزرگ در کتاب‌های کامیک منتشر شده توسط مارول کامیکس است. این شخصیت توسط نویسنده کریس کلیرمونت و طراح دیو کاکرام خلق شده‌است که برای اولین بار در شمارهٔ ۹۹ از مجموعه مردان-ایکس غیرطبیعی حضور پیدا کرد. او برادر بزرگتر شخصیت ابرقهرمان کلوسوس و مجیک از گروه جهش‌یافته‌های جدید است.
او عضو یکی از زیرشاخه‌های بشریت با نام جهش‌یافته‌ها به‌شمار می‌رود که با توانایی‌های ابرانسانی از جمله بکارگیری ماده در سطح زیراتمی و دورنوردی به دنیا آمده‌است. میخائیل سابقاً یک فضانورد بود و سازمان فضایی فدرال روسیه به منظور آزمایش قدرت‌هایش، او را به مأموریت خودکشی اعزام نمود. او تنها عضو بازمانده از خدمه خود بود که با ذهنی نامتعادل به زمین بازگشت.